# Hoger beroepsonderwijs
Het hoger beroepsonderwijs, dat wordt afgekort als hbo, is een onderwijsvorm binnen het hoger onderwijs in Nederland en Suriname.

## Nederland
Hbo-opleidingen worden verzorgd door hogescholen. Zij leiden op tot hoger kaderfuncties binnen het bedrijfsleven en de overheid. In tegenstelling tot universiteiten, waar wetenschappelijk onderzoek én onderwijs centraal staat, zijn hbo-opleidingen primair gericht op de ontwikkeling van vaardigheden in nauwe aansluiting op de beroepspraktijk, naast de overdracht van (vak)theoretische kennis.

### Opleidingen
Hogescholen kunnen zijn onderverdeeld in verschillende organisatorische eenheden, vaak faculteiten genoemd. Binnen een eenheid zijn verschillende opleidingen te volgen. De meeste opleidingen hebben vanaf het derde jaar een specialisatiemogelijkheid, waarbij studenten van dezelfde opleiding kunnen kiezen uit verschillende lesprogramma's. In tegenstelling tot universiteiten, stelt het hbo een stage of een leerarbeidsplaats verplicht. In het vierde jaar schrijft de student een scriptie of afstudeeropdracht en loopt die, afhankelijk van de opleiding, een stage of heeft die een leerarbeidsplaats. Bij een leerarbeidsplaats komt de student echt in dienst van het bedrijf.
Hbo-opleidingen voor het bachelor-diploma duren meestal 4 jaar van ieder 60 ECTS-studiepunten. Daarvan omvat de voorbereidende fase 1 jaar en de hoofdfase 3 jaar. Er zijn varianten die korter zijn, maar dit is bijna alleen het geval bij opleidingen waar de student al een opleiding heeft afgerond in een soortgelijke beroepspraktijk of hij of zij een vwo-diploma heeft behaald.

### Titels en graden
Na het behalen van 240 studiepunten (4 jaar x 60 ECTS) krijgt men het diploma voor de graad van Bachelor (B.), zijnde niveau 6 volgens het NLQF/EQF. Het hoger beroepsonderwijs kent ook associate degree (AD). Hiervoor duurt de studie meestal twee jaar. Dit is een diploma op niveau 5 van het NLQF/EQF.
Sinds de invoering van het Bachelor-Masterstelsel is het mogelijk aan een hbo-instelling een Mastergraad te behalen. Deze levert bij een studie met een technische of natuurwetenschappelijke achtergrond echter geen titel ingenieur (Ir.) op. 
De vroegere hbo-titels baccalaureus (bc.) of ingenieur (ing.) mogen in Nederland nog worden gebruikt. De titel Baccalaureus werd toegekend bij een afgeronde studie aan een hogeschool met een niet-technische of natuurwetenschappelijke achtergrond. In de praktijk gebruikten afgestudeerden zelden deze titel. De titel ingenieur (ing.) wordt, ook na invoering van het Bachelor-Masterstelsel, toegekend bij een afgeronde bachelor-studie aan een hogeschool met een technische of natuurwetenschappelijke achtergrond. Deze titel wordt in de praktijk nog gebruikt.

### Startvereisten
Om te studeren aan een hogeschool dient men in principe minimaal over een vooropleiding havo, vwo of mbo-niveau 4 te beschikken. In sommige gevallen gelden er aanvullende eisen.
Ook is op sommige hogescholen de zogeheten 21+-regeling van kracht. De regeling is bedoeld voor aspirant-studenten die de minimale leeftijd van 21 jaar hebben bereikt en niet voldoen aan de vooropleidingseisen. Zij kunnen na het met goed gevolg afleggen van het toelatingsonderzoek alsnog worden toegelaten tot een hogeschool.

### Van hbo naar universiteit
Iemand die een hbo-(bachelor)diploma heeft behaald kan in principe, na goedkeuring van een universitaire commissie of studieadviseur, een master-studie volgen aan een hogeschool of universiteit. Een aantal Nederlandse universiteiten vereist hierbij wel (bij bepaalde studies, zoals rechten) dat deze persoon eerst een universitaire bachelor (B.A./B.Sc.) behaalt om toegelaten te worden tot de desbetreffende masterfase. Dit omdat studenten met alleen een hbo-bachelor vaak bepaalde academische basiskennis en achtergrond missen die nodig is voor de universitaire masteropleiding. Hbo-bachelors kunnen, na toelating tot de universiteit, deze universitaire bachelorgraad alsnog behalen via een verkort programma (van meestal één jaar). Ook biedt een havo-diploma plus een hbo-propedeuse toegang tot het eerste jaar van een universiteit. Vaak stellen universiteiten dan wel aanvullende eisen zoals vwo-certificaten.

### Bekostigd versus particulier hoger beroepsonderwijs in Nederland
- Bekostigd onderwijs wil zeggen dat deze vorm van onderwijs gefinancierd wordt met geldelijke middelen van de overheid. De student betaalt voor deze vorm van onderwijs een onderwijsbijdrage aan het Rijk, die echter veel lager is dan de werkelijke kosten.
- Particulier onderwijs wil zeggen dat deze vorm van onderwijs niet gefinancierd wordt met middelen van de overheid, maar door bijvoorbeeld het bedrijfsleven of de student zelf.

Voor deze instellingen gelden dezelfde kwaliteitseisen als voor de bekostigde onderwijsinstellingen. Ook hebben de studenten aan deze scholen recht op studiefinanciering.
De collegegelden kunnen daarentegen vele malen hoger zijn dan die van het bekostigd onderwijs.
Sinds 2005 neemt ook het particuliere hoger onderwijs deel in het accreditatiestelsel van de NVAO. (Bekostigde hogescholen en universiteiten hadden daarvoor onderling al een stelsel met visitaties.)
| Studenten in het hbo & wo in Nederland | Studenten in het hbo & wo in Nederland |
| Ontwikkeling Aantal Studenten (x1000)  | Buitenlandse Studenten (2021)          |
| -------------------------------------- | -------------------------------------- |
|                                        |                                        |

## Vlaanderen
In Vlaanderen circuleerde de term hoger beroepsonderwijs (hbo) in een beleidsnota (2007) van de Vlaamse minister van Onderwijs. Om verwarring met het Nederlandse hbo te vermijden, noemt men het sedert begin 2009 HBO5. Het komt immers overeen met het Europese onderwijsniveau 5, waar het Nederlandse hbo overeenkomt met onderwijsniveau 6: bachelor. Sommige Nederlandse hbo's bieden een tweejarige opleiding aan vergelijkbaar met HBO5 en de titel associate degree. In het Vlaamse HBO5 komen opleidingen die voorheen tertiair onderwijs genoemd werden:
- het 7e jaar technisch secundair onderwijs, omgevormd tot se-n-se.
- het 7e, 8e en 9e jaar (4e graad) beroepssecundair onderwijs
- het hoger onderwijs voor sociale promotie, die geen accreditatie vragen of krijgen tot omvorming naar een (professionele) bacheloropleiding.

Het HBO5 wordt gesitueerd als een kwalificatieniveau tussen het secundair en de Bachelor. Vanaf 2019 spreekt men niet meer van een HBO5-opleiding, maar wel van een graduaatsopleiding (het vroegere Vlaamse B1-diploma). Enkel de HBO5-opleiding verpleegkunde blijft onder de naam HBO5 verder bestaan.
De opleidingen zijn toepassings- en arbeidsmarktgericht en behoren tot het hoger onderwijs. Een volledige opleiding duurt maximaal 3 jaar, zoals bacheloropleidingen (vroeger: graduaat A1) onderwijsniveau 6 aan een hogeschool. De opleiding is meestal modulair opgebouwd. Men is dus niet verplicht zich in te schrijven in een volledig jaar. 
Na het volgen van een graduaatsopleiding kan men nog een aanvullingstraject volgen voor een professionele bacheloropleiding en vervolgens een bijkomende bachelor-na-bachelor onderwijsniveau 6 behalen. Voor een master onderwijsniveau 7 aan een Vlaamse universiteit bestaat er echter geen aanvullingstraject om een graduaat aan te vullen tot een academische bachelor onderwijsniveau 6 dat wordt aangeboden in Universitair onderwijs, men moet eerst een professionele bachelor onderwijsniveau 6 aan een hogeschool behaald hebben waarna men een schakeljaar kan volgen om hetzelfde niveau te bekomen als een academische bachelor. Na het afronden van een master kan men nog verder studeren voor een master-na-master onderwijsniveau 7 of voor een doctoraatsopleiding onderwijsniveau 8, beiden worden aangeboden door een universiteit.
HBO5 kan vanaf 2019 enkel nog georganiseerd worden door een hogeschool. Enkel de HBO5-opleiding verpleegkunde wordt nog georganiseerd door een secundaire school of/en een centrum voor volwassenenonderwijs (CVO).
De organisatie van het HBO5 werd verder decretaal uitgewerkt op 30 april 2009. Vanaf september 2007 startten alleen reeds sommige opleidingen van het volwassenenonderwijs onder die benaming. Vanaf 2008-2009 startten enkele proefprojecten, zodat het HBO5 in Vlaanderen volop van start ging in 2009-2010.

## Onderwijsbeurs
In Nederland bestaan er diverse beurzen waar scholieren zich jaarlijks kunnen informeren over vervolgstudies aan het hoger beroepsonderwijs.
In Vlaanderen worden deze initiatieven gecoördineerd door het Vlaams Ministerie van Onderwijs en Vorming onder de naam SID-In.